# Ścinawa
Ścinawa (Duits: Steinau an der Oder) is een stad in het Poolse woiwodschap Neder-Silezië, gelegen in de powiat Lubiński. De oppervlakte bedraagt 13,54 km², het inwonertal 5970 (2005).

## Verkeer en vervoer
- Station Ścinawa